# Roadhouse Blues
Roadhouse Blues är en låt framförd och skriven av medlemmarna i The Doors. Låten spelades in 1969 och lanserades som första låt på albumet Morrison Hotel 1970.
Låten publicerades även på B-sidan av singeln You Make Me Real. Singeln nådde som högst plats 50 på listan Billboard Hot 100.